# Aréna Jubilée
L'aréna Jubilee (Jubilee Arena ou Jubilee Rink en anglais) est une ancienne patinoire de Montréal (Québec), au Canada. Elle était située du côté Est au coin de la rue Sainte-Catherine et de la rue Alphonse-D. Roy, nommée à l'époque Malborough.

## Histoire
L'aréna Jubilée a été utilisée par les Canadiens de Montréal, en tant que membres de l'Association nationale de hockey (ANH) de 1910 à 1912 et en tant que membres de la Ligue nationale de hockey (LNH) en 1919, et par les Wanderers de Montréal de l'ANH, de 1910 à 1915. La construction fut achevée en 1908 et le bâtiment pouvait accueillir 3 200 spectateurs.
En 1918, quand l'aréna de Westmount brûle, les Canadiens reviennent à l'aréna Jubilee. Dans l'après-midi du 23 avril 1919 l'aréna Jubilee est également la proie des flammes, forçant les Canadiens à faire construire l'aréna Mont-Royal qui ouvre en 1920.
La propriété de l'aréna Jubilee a joué un rôle important dans la formation de l'ANH en 1910. Après avoir acheté l'édifice, le club des Wanderers décide d'y jouer tous ses matchs. Comme il était plus petit que l'aréna de Montréal, les autres membres de l'Eastern Canada Hockey Association objectent que cela diminuera leurs revenus et forment l'Association canadienne de hockey, sans les Wanderers, qui rejoignent, eux, l'ANH naissante. Toutefois, l'ACH déclina par la suite et les clubs survivants de cette ligue vinrent se joindre également à l'ANH.
|  |